# Payrac
 Payrac ist eine französische Gemeinde mit 666 Einwohnern (Stand 1. Januar 2022) im Département Lot in der Region Okzitanien. Sie gehört zum Arrondissement Gourdon und Kanton Souillac. Die Einwohner werden „Payracois“ bzw. „Payracoises“ genannt.

## Geographie
Die Gemeinde liegt in der Landschaft Bouriane an der Départementsstraße D820 zwischen Cahors (49 km – südwestlich) und Souillac (15 km – nördlich) und der Départementsstraße D673. Im Gemeindegebiet entspringt das Flüsschen Tournefeuille und entwässert zur Dordogne.
Umgeben wird Payrac von den Nachbargemeinden Loupiac im Norden, Calès im Nordosten, Reilhaguet im Südosten, Le Vigan-en-Quercy im Süden, Anglars-Nozac im Südwesten, Rouffilhac im Westen sowie Lamothe-Fénelon im Nordwesten.

## Bevölkerungsentwicklung
| Jahr      | 1962 | 1968 | 1975 | 1982 | 1990 | 1999 | 2007 | 2012 | 2018 |
| Einwohner | 523  | 512  | 456  | 448  | 492  | 564  | 672  | 639  | 623  |

## Sehenswürdigkeiten
- Die Burg, ein Schloss mit einem Turm aus dem 16. Jahrhundert, das von 1856 bis 1957 von den Schwestern vom Heiligen Vinzenz von Paul (Sœurs de Saint Vincent de Paul) bewohnt wurde.
- Kirche St. Peter (Église Saint-Pierre)
- Rathaus (L’hôtel de ville), erbaut 1911
- Bürgerhäuser aus dem 18. und 19. Jahrhundert

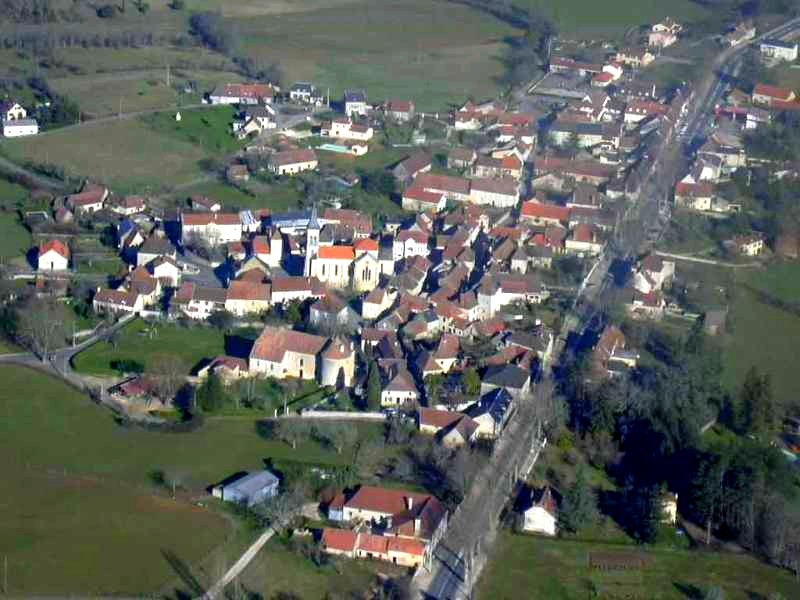
Payrac, Luftbild Winter 2009
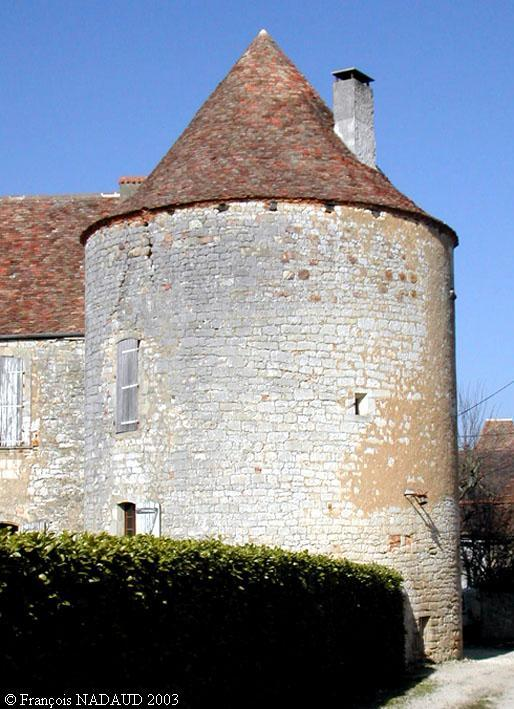
Turm des Schlosses
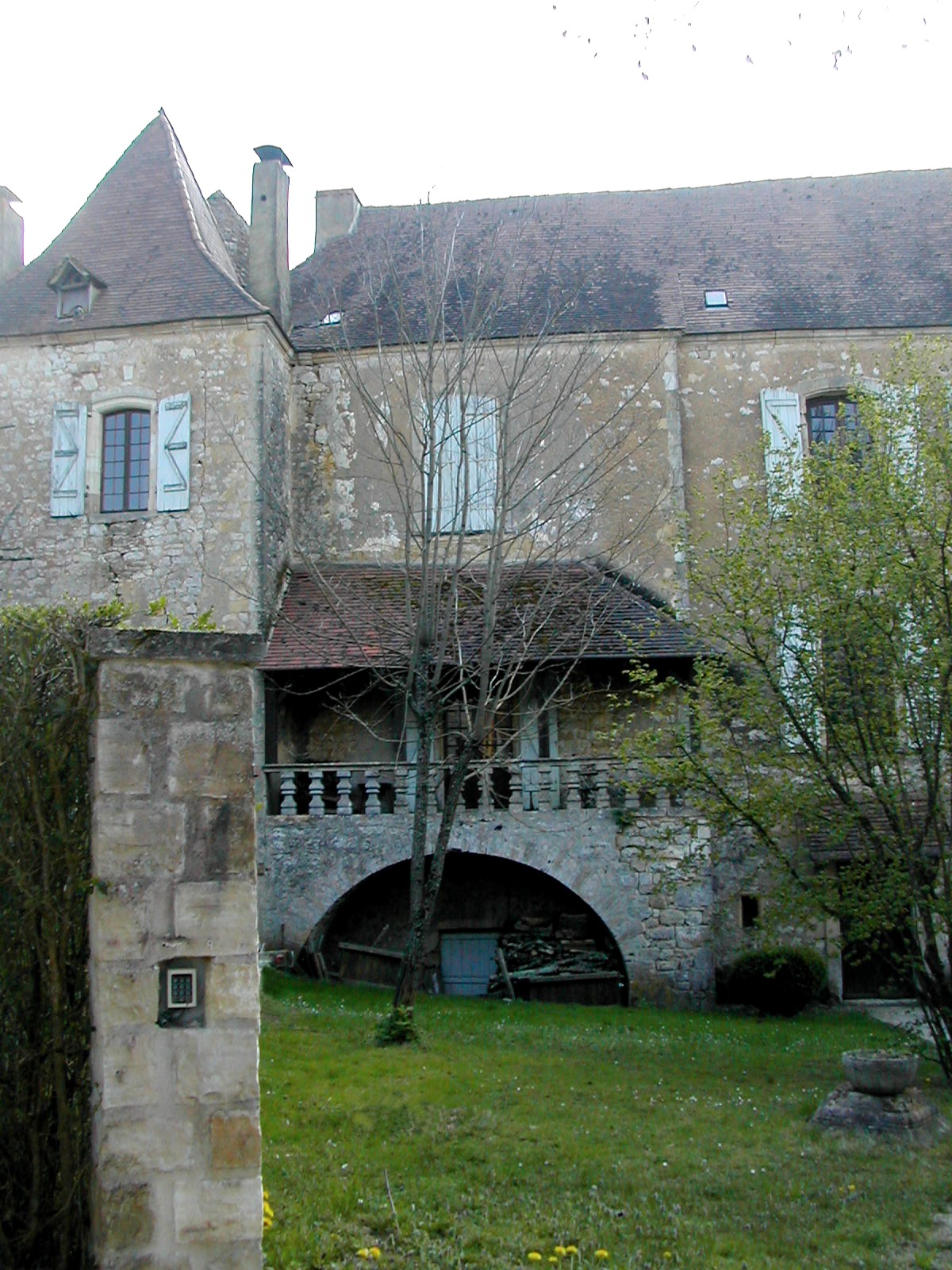
Balkon des Schlosses
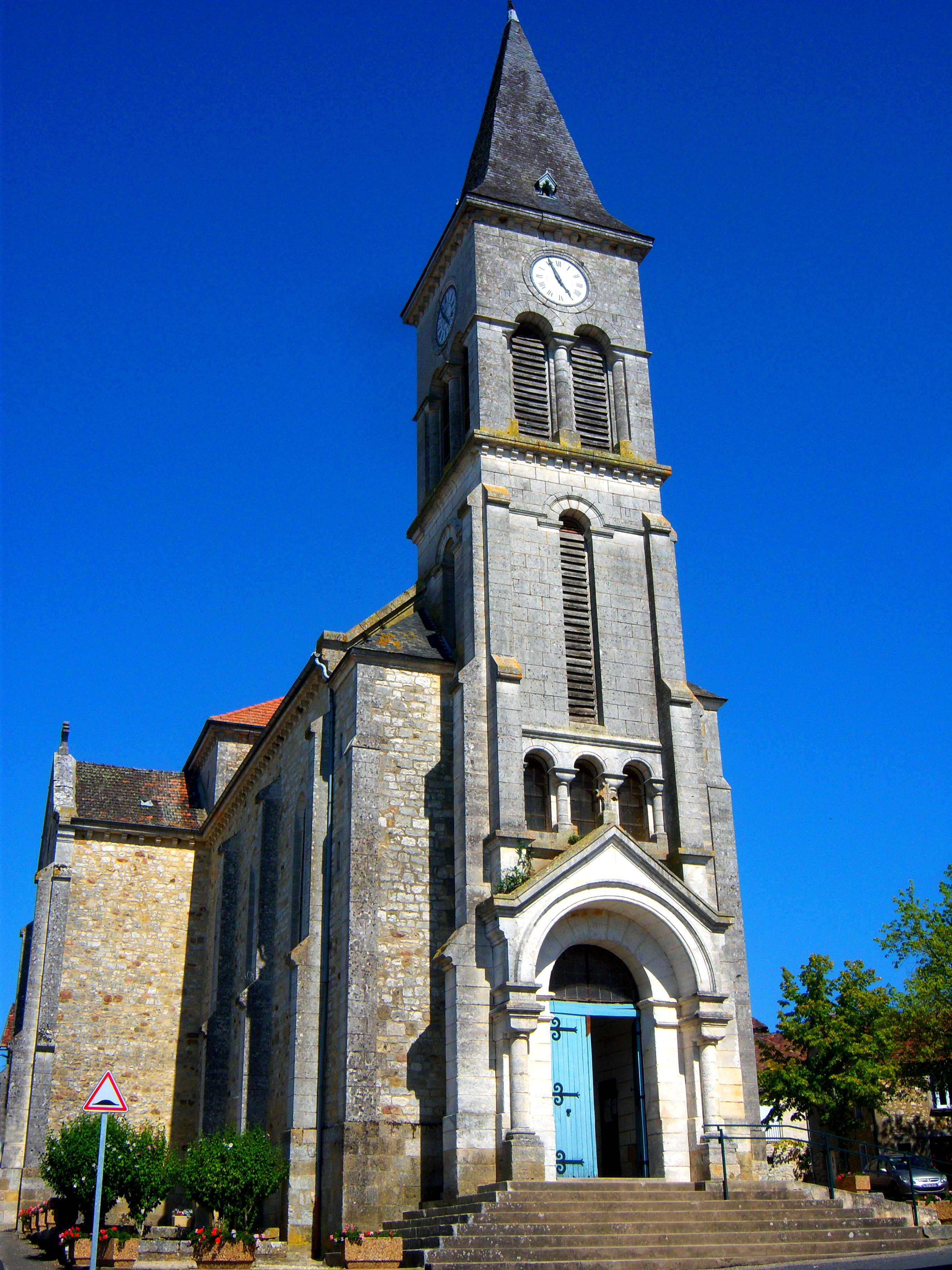
Kirche St. Peter
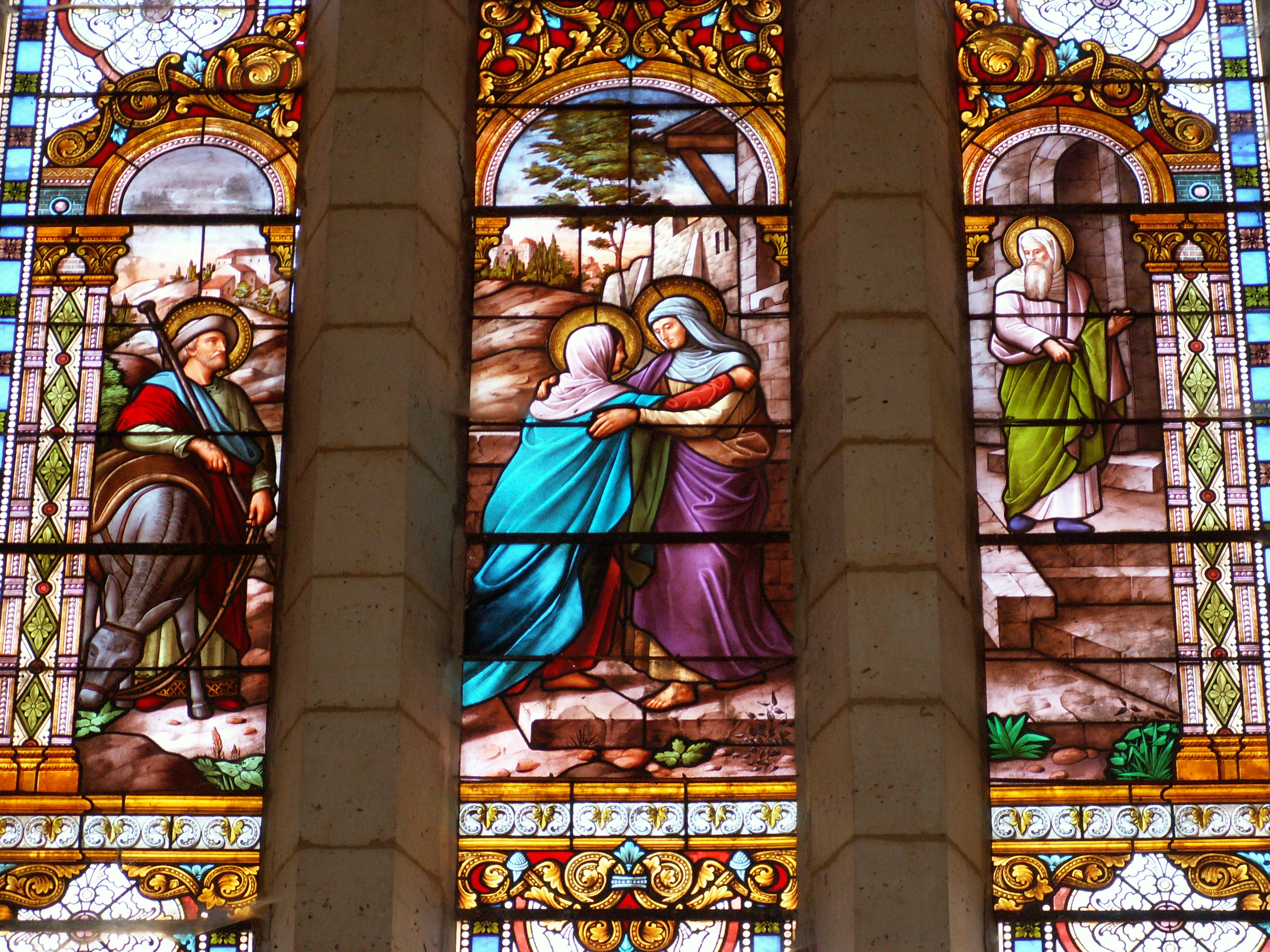
Fenster der Kirche
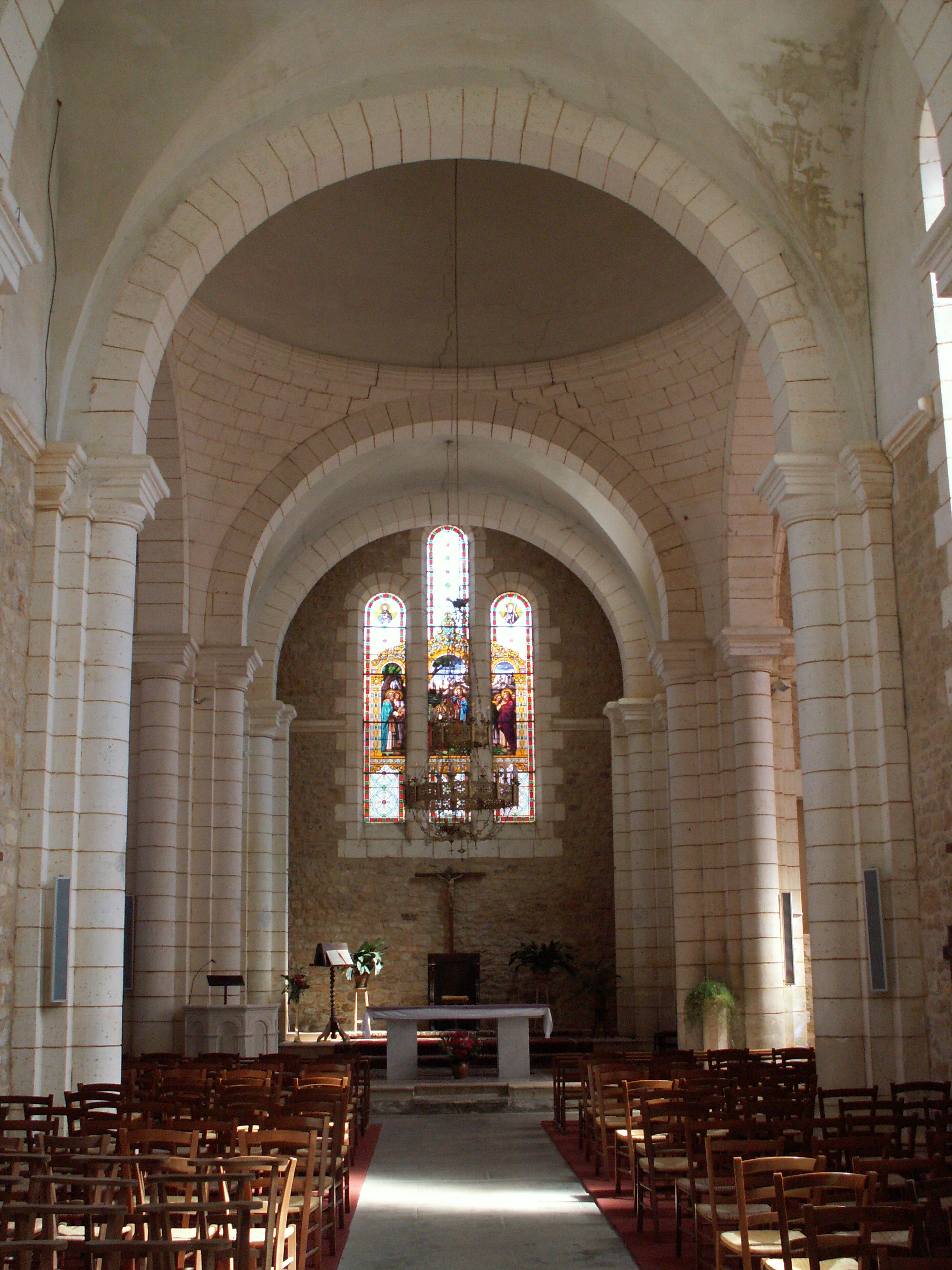
Innenansicht St. Peter
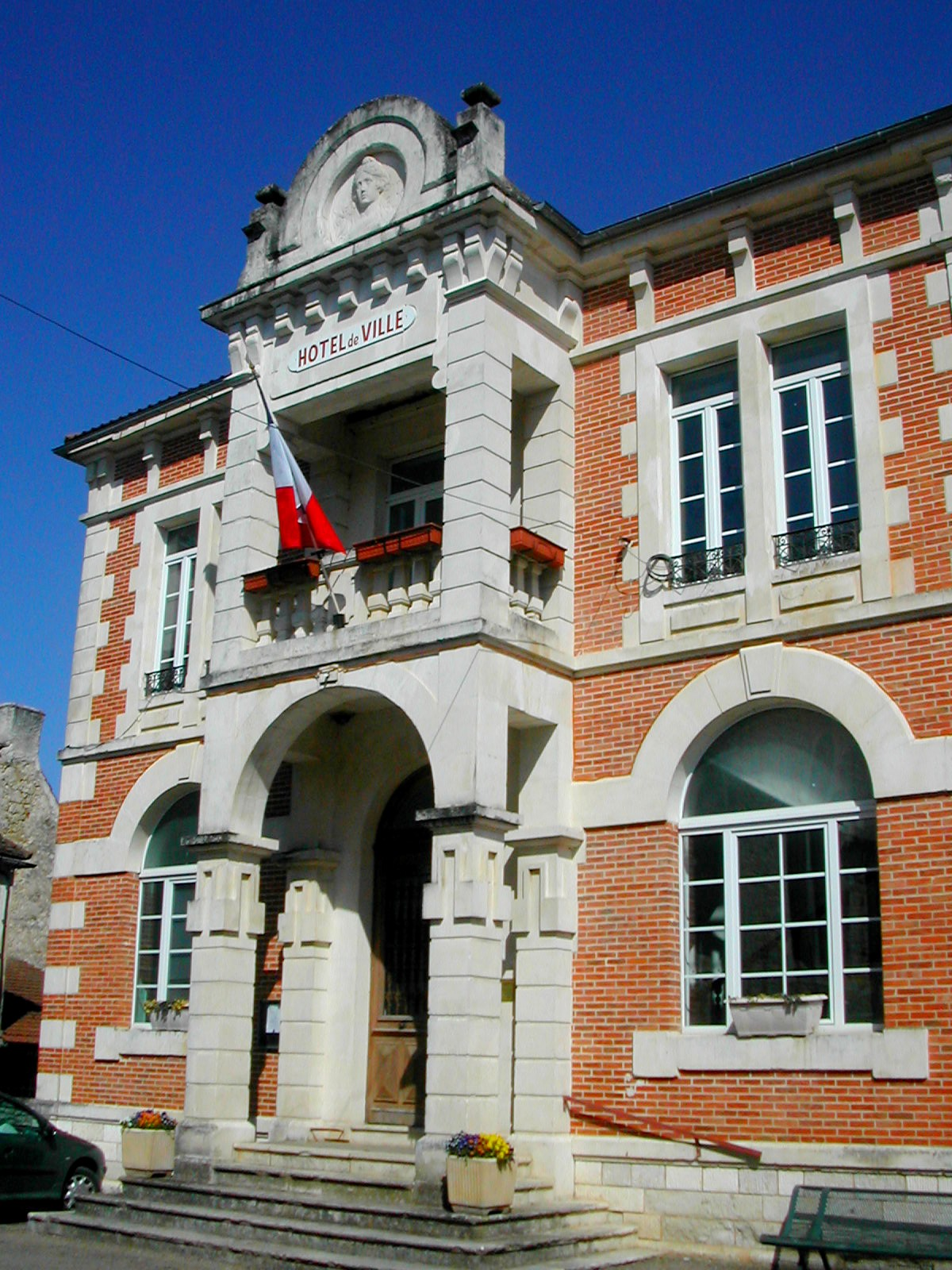
Rathaus von 1911
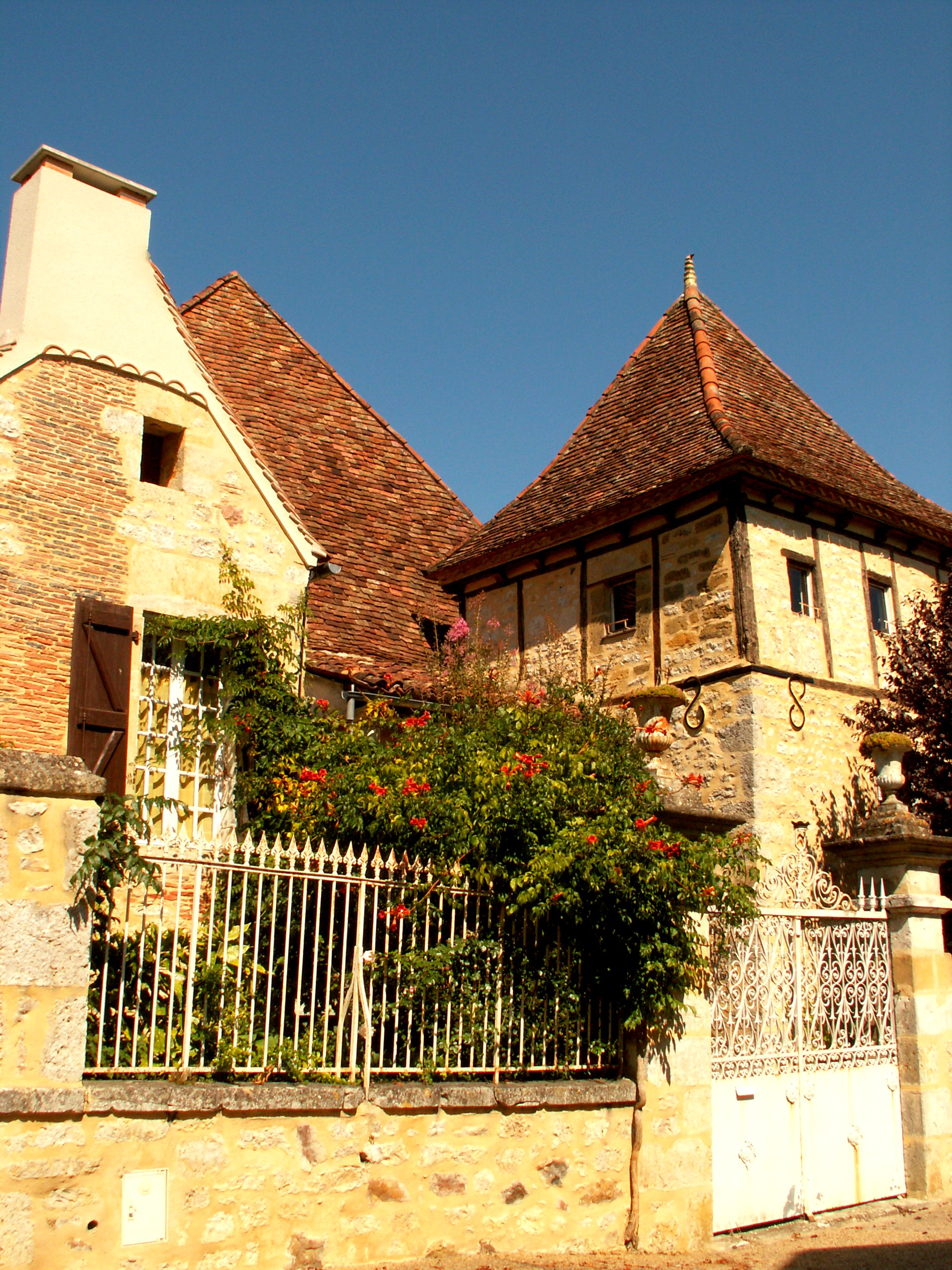
Häuser in der Nähe der Burg